# Daniele Bonera
Daniele Bonera, né le 31 mai 1981 à Brescia, province de Brescia située dans la région  Lombardie, est un ancien footballeur international italien qui évoluait au poste de défenseur, reconverti en entraîneur

## Carrière

### Club

#### Brescia Calcio
Daniele Bonera entame sa carrière professionnelle sous les couleurs du Brescia Calcio en Série B lors de la saison 1999/2000. La saison suivante et à la suite de la montée des Biancoazzurri, il fait ses débuts en Série A contre le club du Frioul de l'Udinese Calcio, le 1er octobre 2000 à tout juste 19 ans. Cette même saison qui lui permettra également de découvrir la Coupe d'Europe, plus exactement la Coupe Intertoto et une victoire contre les Tchèques de Chmel Blšany le 25 juillet 2001.
Après deux saisons impressionnantes avec son club formateur, ses performances sont récompensées par une première sélection avec l'Italie lors d'un match amical face au Maroc (1-0), le 5 septembre 2001.

#### Parma FC
Durant l'intersaison 2002/2003, Montagna di luce comme le surnomme Carlo Pellegatti, célèbre commentateur italien est transféré vers les Gialloblu du Parma FC, tout juste finaliste perdant de la Supercoupe d'Italie.
Pendant 4 saisons, il évolue sous les couleurs du club parmesan, qui pour l'anecdote marque son premier et unique but en Série A contre son ancien club formateur, le Brescia Calcio.

#### Milan AC

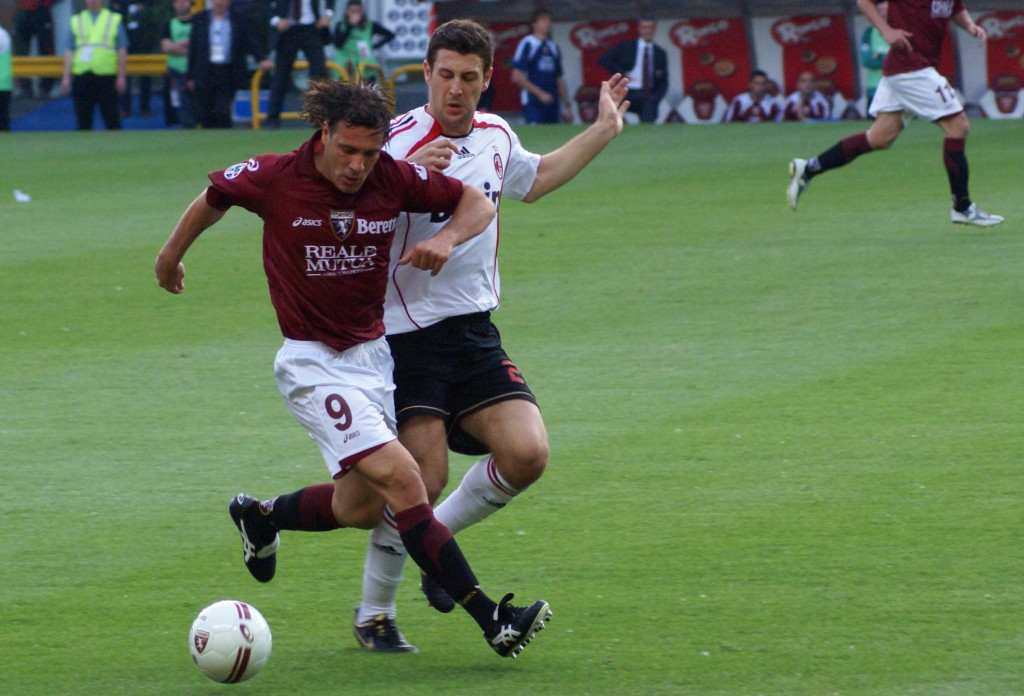
Daniele Bonera en maillot blanc à la lutte avec Roberto Muzzi en 2007.

Continuant son ascension au sein de l'élite italienne, le 26 juillet 2006 pour la somme de 2,5 millions de dollars, il est transféré au Milan AC, club pour lequel il entretenait dès le plus jeune âge, une grande passion.
Il célèbre son premier match et sa première titularisation en Ligue des champions, lors d'un match opposant les lombards au club belge d'Anderlecht, le 17 octobre 2006, partie pendant laquelle il prit un carton rouge au bout de 47 minutes de jeu.
Pendant la saison 2008/2009, il joue peu de match en raison de nombreuses infortunes. Le 5 juin 2009, le club reconduit son contrat jusqu'en 2013. Le 7 mai 2011, après une nouvelle saison marqué par de nouvelles blessures, il remporte son premier Scudetto avec les rossoneri à deux journées du terme du championnat grâce au 0-0 obtenu contre l'AS Roma au Stadio Olimpico. 
Le 6 août 2011, il gagne la Supercoupe d'Italie en battant l'autre club de la ville de Milan, l'Inter au Stade national de Pékin, il restera toutefois remplaçant sans avoir la possibilité de rentrer sur le terrain.
À l'occasion d'un quart de finale de Coupe d'Italie, le 26 janvier 2012, contre la SS Lazio (3-1), il endosse pour la première fois le capitanat du Milan, à la suite du remplacement de Clarence Seedorf, qui avait commencé le match avec le brassard de capitaine.
Le 22 mai 2013, le Milan AC lui renouvelle sa confiance en faisant prolonger son contrat jusqu'au 30 juin 2015.
Le 27 juillet 2013, à l'occasion d'une confrontation amicale de pré-saison conte le club espagnol du Valencia CF, il est victime d'une fracture ouverte de la rotule du genou droit, qui l'oblige à rester éloigné des terrains pour une durée comprise entre 70 et 90 jours, sans complications.

### Statistiques
| Saison                | Club                  | Championnat           | Championnat | Championnat | Coupe(s) nationale(s) | Coupe(s) nationale(s) | Compétition(s) continentale(s) | Compétition(s) continentale(s) | Compétition(s) continentale(s) | Total | Total |
| Saison                | Club                  | Division              | M.          | B.          | M.                    | B.                    | Comp.                          | M.                             | B.                             | M.    | B.    |
| 2001-2002             | Brescia Calcio        | Série A               | 26          | 0           | 3                     | 0                     | -                              | -                              | -                              | 29    | 0     |
| 2001-2002             | Brescia Calcio        | Série A               | 29          | 0           | 4                     | 0                     | C3                             | 4                              | 0                              | 37    | 0     |
| Sous-total            | Sous-total            | Sous-total            | 55          | 0           | 7                     | 0                     | -                              | 4                              | 0                              | 66    | 0     |
| 2002-2003             | Parme FC              | Série A               | 32          | 1           | 1                     | 0                     | C3                             | 4                              | 0                              | 37    | 1     |
| 2003-2004             | Parme FC              | Série A               | 24          | 0           | 0                     | 0                     | C3                             | 3                              | 0                              | 27    | 0     |
| 2004-2005             | Parme FC              | Série A               | 35          | 0           | 2                     | 0                     | C3                             | 10                             | 0                              | 47    | 0     |
| 2005-2006             | Parme FC              | Série A               | 23          | 0           | 1                     | 0                     | -                              | -                              | -                              | 24    | 0     |
| Sous-total            | Sous-total            | Sous-total            | 114         | 1           | 4                     | 0                     | -                              | 17                             | 0                              | 135   | 1     |
| 2006-2007             | AC Milan              | Série A               | 25          | 0           | 5                     | 0                     | C1                             | 6                              | 0                              | 36    | 0     |
| 2007-2008             | AC Milan              | Série A               | 21          | 0           | 1                     | 0                     | C1                             | 7                              | 0                              | 29    | 0     |
| 2008-2009             | AC Milan              | Série A               | 18          | 0           | 0                     | 0                     | C3                             | 4                              | 0                              | 22    | 0     |
| 2009-2010             | AC Milan              | Série A               | 7           | 0           | 2                     | 0                     | C1                             | 2                              | 0                              | 11    | 0     |
| 2010-2011             | AC Milan              | Série A               | 16          | 0           | 1                     | 0                     | C1                             | 3                              | 0                              | 20    | 0     |
| 2011-2012             | AC Milan              | Série A               | 20          | 0           | 3                     | 0                     | C1                             | 6                              | 0                              | 29    | 0     |
| 2012-2013             | AC Milan              | Série A               | 13          | 0           | 0                     | 0                     | C1                             | 4                              | 0                              | 17    | 0     |
| 2013-2014             | AC Milan              | Série A               | 16          | 0           | 0                     | 0                     | C1                             | 4                              | 0                              | 20    | 0     |
| 2014-2015             | AC Milan              | Série A               | 16          | 0           | 1                     | 0                     | -                              | -                              | -                              | 17    | 0     |
| Sous-total            | Sous-total            | Sous-total            | 152         | 0           | 13                    | 0                     | -                              | 37                             | 0                              | 202   | 0     |
| 2015-2016             | Villarreal CF         | Liga                  | 14          | 0           | 0                     | 0                     | C3                             | 2                              | 0                              | 16    | 0     |
| 2016-2017             | Villarreal CF         | Liga                  | 6           | 0           | 1                     | 0                     | C3                             | 3                              | 0                              | 10    | 0     |
| 2017-2018             | Villarreal CF         | Liga                  | 15          | 0           | 1                     | 0                     | C3                             | 5                              | 0                              | 21    | 0     |
| Sous-total            | Sous-total            | Sous-total            | 35          | 0           | 2                     | 0                     | -                              | 10                             | 0                              | 47    | 0     |
| Total sur la carrière | Total sur la carrière | Total sur la carrière | 356         | 1           | 26                    | 0                     | -                              | 68                             | 0                              | 450   | 1     |

### Équipe nationale
Après avoir joué dans les divers classes d'âges des sélections italiennes, avec notamment 34 sélections avec la sélection Espoir et une 3e place à l'issue de sa participation au Tournoi de Toulon en 2000, il fait ses grands débuts avec l'équipe national d'Italie, le 5 septembre 2001 à tout juste 20 ans, lors d'un match amical face au Maroc (1-0), avant d'alterner par la suite un retour avec l'Italie Espoirs avec laquelle il sera en 2004 malgré une participation en 2002, Champion d'Europe U-21 en Allemagne et de même médaillé de Bronze aux Jeux olympiques à Athènes.
En 2006, année de la Coupe du monde ayant lieu en Allemagne, il fut pré-sélectionné comme étant un des quatre choix réserves de Marcello Lippi en vue de la sélection des 23 joueurs désignés à partir, il sera finalement exclu de cette liste, ne participant malheureusement pas à la victoire des siens en finale face à la France à Olympiastadion de Berlin.
Continuant son expérience et son parcours avec l'Italie, il fut notamment appelé par Roberto Donadoni, alors sélectionneur de l'époque pour disputer un match prévu le 28 mars 2007 face à l'Écosse comptant pour les qualifications de l'Euro 2008 mais dû déclarer forfait en raison d'une blessure.
Après une absence de plus d'un an et demi à la suite de cette blessure, le 17 octobre 2007, Daniele Bonera fait sa réapparition sous la tunique de la Squadra Azzurra en match amical, sur le terrain du Stadio Artemio Franchi à Sienne en préparation de la Coupe du monde 2010 face aux pays hôtes, l'Afrique du Sud (2-0).
Le 3 mars 2010, il participe au match amical face au Cameroun en marge de la Coupe du monde 2010, après une longue absence à la suite de diverses blessures.
Actuellement, Daniele Bonera cumule 16 sélections avec la Nazionale, la dernière remontant à l'amicale du 19 novembre 2008 contre la Grèce (1-1).

## Caractéristique technique
Daniele peut recouvrir indifféremment le rôle de défenseur central ou de latéral droit. Il possède également la possibilité de dépanner au poste d'arrière gauche.

## Vie personnelle
Daniele Bonera est marié à Paola Bonera. Ils ont un enfant, une fille, Talita Bonera.

## Palmarès

### Club

#### AC Milan

##### Compétition international
- Ligue des champions :
  - Vainqueur : 2007

- Supercoupe de l'UEFA :
  - Vainqueur : 2007

- Coupe du monde des clubs :
  - Vainqueur : 2007

##### Compétition nationale
- Champion d'Italie :
  - Champion : 2011

- Supercoupe d'Italie :
  -  Vainqueur : 2011

### Équipe nationale
- Championnat d'Europe de football espoirs - 2004
- Médaille de Bronze Olympique - 2004

## Décoration
- Chevalier de l'Ordre du Mérite de la République italienne

Reçue le 27 septembre 2004 de l'initiative du Président de la République italienne.